# Relaciones Estados Federados de Micronesia-México
Las naciones de los Estados Federados de Micronesia y México establecieron relaciones diplomáticas en 2001. Ambas naciones son miembros de las Naciones Unidas.

## Historia
Los Estados Federados de Micronesia y México establecieron relaciones diplomáticas el 27 de septiembre de 2001. Los vínculos se han desarrollado principalmente en el marco de foros multilaterales. 
En marzo de 2002, el presidente de Micronesia, Leo Falcam, visitó Monterrey, México, para asistir a la Conferencia Internacional sobre la Financiación para el Desarrollo junto con su homólogo mexicano, Vicente Fox.
En noviembre de 2010, el gobierno de Micronesia envió una delegación de 19 miembros, encabezado por el vicepresidente de Micronesia, Alik Alik; para asistir a la Conferencia de las Naciones Unidas sobre el Cambio Climático de 2010 en Cancún, México.
En 2023, ambas naciones celebraron 22 años de relaciones diplomáticas.

## Misiones diplomáticas
- Micronesia no tiene una acreditación para México.
- México está acreditado ante los Estados Federados de Micronesia a través de su embajada en Manila, Filipinas.[5]